# Перово (бывший город)
Перо́во — бывшее подмосковное село, в 1925 году ставшее городом, а в 1960 году вошедшее в черту Москвы.
24 июня 1938 года в состав города Перово вошли город Кусково, дачные посёлки Новогиреево, Чухлинка и Плющево, а также село Карачарово.

## Происхождение названия
Название происходит от неканонического имени Перо.

## История
Это место исторически занимал бортный лес времён Ивана Калиты. В первой четверти XV века здесь уже была слобода великокняжеских пчеловодов-бортников и тетеревников. В XVI веке находилось небольшое село Бортное с церковью Успения Богородицы в Тетеревниках. К селу была приписана пустошь Перово. В документах 1573 года впервые упоминается Перово: «пустоши Тетеревники, Бортное и Пирогово, Перово тож». Пустошь Перово располагалась тогда на территории современной Перовской улицы. С 1678 года Перово значится уже не пустошью, а сельцом. Затем долгое время (1680—1732 гг.) село было владением князей Голицыных, затем — загородной царской усадьбой (до 1753 года), потом — обычным селом.
В 1801 году в Перово Карлом Отто был открыт фаянсовый завод. В 1812 году он был продан другому немцу, Краузе.

### Посёлок

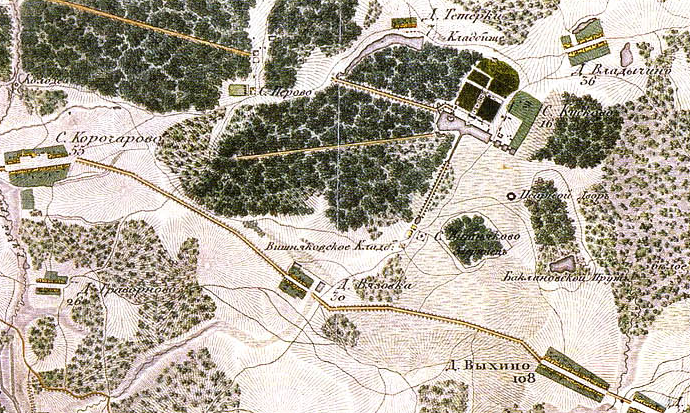
Перово и окрестности на карте 1818 года.

Сразу две железные дороги были проложены в окрестностях Перова в 1860-х годах: в 1861 году открылся участок Москва — Владимир Московско-Нижегородской железной дороги со станцией Кусково и платформами Чухлинка и Карачарово, а в 1862 году открыта станция Перово на Московско-Казанской железной дороге, ведущей в Коломну и Рязань. После этого Перово стало дачным местом и в 1862 году получило статус дачного посёлка.
В конце XIX — начале XX века Перово стало одним из самых развитых промышленных районов, строились новые заводы. Так, в 1880 году неподалёку, в Кускове, открыт Кусковский химический завод, а в 1901 году — Перовские вагонные мастерские (с 1963 года — Московский локомотиворемонтный завод).
Во время событий на Казанской железной дороге в период подавления Московского восстания 1905 года в Перове была создана боевая дружина, одним из организаторов которой был машинист-эсер Алексей Ухтомский. Подавление революционных выступлений осуществлено силами Семёновского полка царской армии.

По приезде на станцию Перово нашей роте было дано задание: очистить Перово от революционеров, расстреливать лиц, у которых будет найдено оружие, и т. д. Впервые приказ был осуществлён на помощнике начальника станции, который был штыками заколот. По команде командира роты Зыкова, потом и по моей на станции Перово был открыт огонь по крестьянам. Лично мною после Зыкова команда «Открыть огонь» была дана два раза. Команда «Открыть огонь» второй раз была дана роте тогда, когда она мной и Зыковым была развёрнута в цепь для стрельбы по крестьянам, разгружавшим вагоны. В результате стрельбы солдатами нашей роты убито 10 человек крестьян, но точно не помню.

### Город
В 1925 году Перово получило статус города. В 1930-х годах в состав растущего населённого пункта вошли город Кусково, дачные посёлки Новогиреево, Чухлинка и Плющево, а также село Карачарово, в которых к тому времени уже существовала своя развитая промышленность: с 1929 года функционировал завод «Стальмост» (после 1959 года носит название «Станкоагрегат»), с 1932 года — завод «Фрезер», с 1950 года — Карачаровский механический завод.
12 июля 1929 года город Перово был отнесён к Ухтомскому району Московского округа Московской области.
23 июля 1930 года Московский округ был упразднён и Ухтомский район перешёл в прямое подчинение Московской области.
5 июня 1938 года в черту города Перово был включён город Кусково.
16 апреля 1940 года город Перово получил статус города областного подчинения.
Завод «Компрессор» выпускал во время Великой Отечественной войны боевые машины реактивной артиллерии «Катюша».
В 1947 году Перовский парк был заново благоустроен и получил статус городского парка культуры и отдыха.
В сезоне 1953-1954 годов хоккейная команда «Торпедо» (Перово) выступала в Первенстве РСФСР в Московской зоне.
Население города Перово в 1959 году составляло 143,5 тыс. чел.

### В составе Москвы
В 1960 году территория города Перово была включена в состав Москвы и поделена между Калининским и Ждановским районами. В 1969 году были образованы Перовский и Волгоградский районы, в состав которых вошла территория бывшего города.
Одноимённая станция столичного метрополитена «Перово» открылась в декабре 1979 года.
После административной реформы 1991 года территория бывшего города была поделена между несколькими районами: территория Карачарова отнесена к Нижегородскому району, Чухлинки — к Рязанскому, Кусково — к району Вешняки, остальное было разделено между районами Перово и Новогиреево.

## Население
- 1852 год — 14 дворов; всего: 88 человек (среди которых 43 мужчины и 45 женщин).
- 1859 год — 127 жителей[сн 1]
- 1899 год — 285 жителей[сн 2]

### Сноски
1. ↑  Данные приведены на основании списков населённых мест Российской империи Центрального статистического комитета Министерства внешних дел.
2. ↑  Данные приведены на основании «Памятной книжки Московской губернии».